# Erythria ferrarii
Erythria ferrarii är en insektsart som först beskrevs av Puton 1877.  Erythria ferrarii ingår i släktet Erythria och familjen dvärgstritar. Inga underarter finns listade i Catalogue of Life.